# Peddiea involucrata
Peddiea involucrata är en tibastväxtart som beskrevs av John Gilbert Baker. Peddiea involucrata ingår i släktet Peddiea och familjen tibastväxter. Inga underarter finns listade i Catalogue of Life.